# Cartoon Network India

Sigla originală Cartoon Network, utilizată în perioada 1 mai 1995 - 2 februarie 2004. Sigla este încă utilizată ca marcă comercială.

Al doilea logo Cartoon Network, utilizat în diferite forme și stiluri în perioada 2 februarie 2004 - 30 septembrie 2011

Cartoon Network (CN pe scurt) este un canal indian de televiziune prin cablu și satelit operat de Warner Bros. Discovery de la Warner Bros. sub divizia sa internațională.Canalul este echivalentul indian al rețelei americane originale și a fost lansat la 1 mai 1995 ca prima rețea pentru copii din India. Canalul, care difuzează în principal programarea animată, are sediul în Mumbai, Maharashtra.

## Lansare
Cartoon Network a fost primul canal dedicat pentru copii din India, care a fost lansat la 1 mai 1995 ca un canal dual cu Cartoon Network funcționând de la 5:30 la 17:30. (mai târziu la 21:00) și Turner Classic Movies (fost TNT) preluând restul programului zilnic. La 1 iulie 2001, Cartoon Network (India) a devenit un canal separat de 24 de ore. În 2004, a fost lansat un flux separat al canalului dedicat telespectatorilor pakistanezi și bangladeshi.

## Anii 1990
Inițial a difuzat numai desene animate Hanna-Barbera, cum ar fi The Yogi Bear Show, Top Cat, Flintstones și Scooby-Doo. Canalul a început rapid să se dezvolte, difuzând pentru prima dată desene animate MGM (Tom și Jerry, Droopy și Spike și Tyke) în 1996 și (după achiziționarea de către Time Warner a lui Turner în 1996) emisiunile Warner Bros (Looney Tunes și multe alte Desene animate legate de Looney Tunes) în 1997. În 1998, Cartoon Network a început să difuzeze primele sale emisiuni originale Space Ghost Coast to Coast și The Moxy Show. Pe 4 ianuarie 1999, canalul a început să ofere versiuni dublate în hindi ale emisiunilor sale, precum Scooby-Doo, unde ești tu!, Flintstones, Familia Jetson, SWAT Kats: The Radical Squadron, The Mask: The Animated Series, Familia Addams, Aventurile reale ale lui Jonny Quest, Captain Planet și alte programe selectate. La 22 august 1999, canalul a primit un rebrand, introducând noi bare de protecție, noi emisiuni și o nouă temă „puternică”. Noile spectacole pentru 1999 au fost spectacolele sale originale Laboratorul lui Dexter, Vaca și puiul, Eu sunt Nevăstuică, Ed, Edd și Eddy și Johnny Bravo. 

## Anii 2000
În anul următor, în 2000, au fost introduse mai multe originale ale Cartoon Network, inclusiv The Powerpuff Girls, Mike, Lu & Og și Curaj,câinele cel fricos. Seriile de univers animat DC au început să apară în anii 2000, începând cu Batman: Seria animată (2000), urmată de Noile aventuri Batman (2000) , Batman Beyond (2001), Superman: Seria animată (2001) și Justice League (2002). La 28 februarie, fluxul tamil a fost lansat în rețea. În 2001, Mielul la oraș, Patrula Timpului și Samurai Jack au avut premiera în India. La 1 iulie 2001 Cartoon Network a devenit un canal de 24 de ore. În septembrie 2001, a fost introdus blocul Toonami care constă în principal din anime japonez și, ocazional, animație de acțiune americană, cum ar fi Dragon Ball Z, Inazuma Eleven, Transformers: Robots in Disguise și Superman: The Animated Series. Un bloc de schimb de noapte a fost introdus în noiembrie 2001 pentru a viza adolescenții și adulții. Programarea include Birdman and the Galaxy Trio, The Brak Show, Galtar and the Golden Lance, Harvey Birdman, Attorney at Law. 
În 2002 Cartoon Network a semnat un acord cu Mattel pentru a difuza filme cu Barbie începând cu Barbie ca Rapunzel, care a avut premiera pe 4 noiembrie 2002. 
La 27 ianuarie 2003, a fost lansat Tiny TV, un bloc de programare preșcolar. Acest bloc a fost mutat ulterior pe canalul suror Pogo TV. De asemenea, canalul a început să achiziționeze seriale și filme locale în 2003, începând cu Aventurile lui Tenali Raman. Alte achiziții includ serii precum Aventurile lui Chhota Birbal, Akbar și Birbal, Jungle Tales și filme de televiziune precum Vikram și Betaal. Seria Pokémon a fost lansată pe 26 mai 2003. 
La 2 februarie 2004, bare de protecție au fost înlocuite cu animații 3D ale orașului „CN (Cartoon Network)” în care au trăit tooni Cartoon Network. (de exemplu, o bara de protecție pentru Laboratorul lui Dexter ar include casa lui Dexter, o bara de protecție Powerpuff Girls va avea cel mai probabil gospodăria PPG și așa mai departe). Logo-ul retro în șah a fost înlocuit cu noul logo „CN” în stil oraș.The Life and Times of Juniper Lee a avut premiera la CN India la 11 septembrie 2005.De asemenea, a început seria de anime Beyblade la 3 iunie 2005, care s-a bucurat de o poziție nr.1 sau nr.2 în genul copiilor, alături de Pokémon. Canalul a continuat să difuzeze noi episoade și sezoane de la Beyblade și Pokémon, precum și filmele lor, care au continuat să ocupe pozițiile nr.1 și nr.2 în genul pentru copii. Half Ticket Express a fost lansat un bloc preșcolar care a difuzat serii precum Dragon Tales, Franklin și The Koala Brothers. Un alt bloc de programare Thoda Meow Thoda Bow cu Tom și Jerry, Scooby-Doo și Misterele lui Sylwester și Tweety a fost lansat de ziua copiilor. Tabăra lui Lazlo a fost lansat pe 12 februarie 2006. Cartoon Network a lansat o serie de acțiuni intitulată The Justirisers pe blocul de acțiune Toonami pe 7 martie 2007, iar cântăreața Shankar Mahadevan și-a cântat piesa principală în hindi. Seria după difuzarea tuturor episoadelor a fost înlocuită de Sazer X pe 3 iulie 2007 în care Shaan a cântat melodia principală. Blocul de programare Boomerang a fost lansat în august 2007, care a difuzat proprietăți clasice precum Tom & Jerry, Scooby-Doo, Popeye și Jackie Chan Adventures. La 10 octombrie 2007, Cartoon Network a început noua serie Ben 10. La 28 iunie 2009, un episod intitulat Johnny merge la Bollywood a fost difuzat exclusiv în India. Specialul a fost produs de Famous House of Animation din Mumbai. La 11 decembrie 2009, Cartoon Network a început să difuzeze următoarea serie din franciza Ben 10, Ben 10: Alien Force.  De asemenea, a difuzat noi filme Ben 10. Alte serii notabile achiziționate de Cartoon Network India au fost Aventurile lui Tintin (2001), Spider-Man: The New Animated Series (2003), Archie's Weird Mysteries (2004), Jumanji ( 2004), Transformers: Armada (2004) și The Spectacular Spider-Man (2009).

## Anii 2010
Cartoon Network a început cea de-a treia serie a francizei Ben 10, Ben 10: Ultimate Alien pe 10 octombrie 2010. Cartoon Network a lansat Roll No 21 în noiembrie 2010, sezonul multiplu și filmele TV au fost lansate după succesul primului sezon. Noua serie Beyblade, Beyblade: Metal Fusion a început să fie difuzată la 11 aprilie 2011. La 1 octombrie 2011, Cartoon Network India împreună cu alte feed-uri din Asia Pacific au introdus noua sa marcă și logo. Sloganul „Este un lucru distractiv!” a fost, de asemenea, introdus. Cu toate acestea, spre deosebire de feed-urile din Pakistan și cele din Asia, Uimitoarea lume a lui Gumball a avut premiera un an mai târziu sub numele de Gumball Ki Atrangi Duniya. CN a mutat Pokémon pe canalul său suror Pogo în 2011, după ce a fost difuzat până în al unsprezecelea sezon, dar ulterior l-a readus pe CN în 2014, începând cu episodul Pokémon: Alb și negru din sezonul al paisprezecelea. Oggy și gândacii a fost început în India la 16 iulie 2012. În ianuarie 2015, Cartoon Network a pierdut drepturile sezonului 1-4 în fața lui Nickelodeon, dar ulterior a dobândit drepturile sezonului 5 în decembrie 2015. CN a început cea de-a patra serie a francizei Ben 10, Ben 10: Omniverse la 26 noiembrie 2012. În 2013, Cartoon Network a dobândit drepturile serialului de filme animate al francizei Krrish Kid Krrish. Primul film Kid Krrish din 2 octombrie 2013. Filmul a fost urmat de trei filme suplimentare Kid Krrish: Mission Bhutan (premieră la 19 iulie 2014), Kid Krrish: Mystery in Mongolia (premieră la 27 septembrie 2014) și Kid Krrish: Shakalaka Africa (premieră la 25 aprilie 2015).Un film de televiziune Chakra: Invincibilul bazat pe personajul creat de Stan Lee difuzat la 30 noiembrie 2013. În 2015, Cartoon Network a lansat trei serii în India, Unchiul Bunic și Beyblade: Shogun Steel la 26 aprilie și Clarence la 1 iunie. Cartoon Network a sărbătorit a 20-a aniversare în mai 2015. Un bloc de programare Happy Birthday Cartoon Network care a difuzat seriale în desfășurare precum Horrid Henry și Oggy și gândacii, precum și serii clasice precum Flintstones, Billy și Mandy și Curaj,câinele cel fricos. În decembrie 2015, Cartoon Network a difuzat două speciale pentru promovarea filmului hindi Dilwale. Prima clasă specială Kris Aur Sharukhan Khan Ki Dilwale Bollywood Class a fost difuzată pe 19 decembrie, în timp ce Oggy Ki Birthday Party a fost difuzată pe 25 decembrie. Reboot-ul Powerpuff Girls a avut premiera la 9 aprilie 2016 în India și alte țări din Asia Pacificului, în timp ce reboot-ul Ben 10 a avut premiera la 8 octombrie 2016.

## Anii 2020
Rețeaua a achiziționat seria Bandbudh Aur Budbak în aprilie 2020. Ben 10 Versus Universul: Filmul a avut premiera pe 10 octombrie 2020 pe canal. Al patrulea sezon al lui Tom și Jerry a venit la 14 noiembrie 2020, cu un nou comentariu vocal. După trei ani de decalaj, a apărut pe canal un anime care era serialul spin off al lui Shinchan, Super Shiro a început să fie difuzat în rețea din 22 februarie 2021. Canalul a lansat seria animată originală numită Dabangg la 31 mai 2021. Pe 27 iunie 2021, canalul a lansat prima sa serie animată originală indiană CN, Ekans: Șarpele Ek Se Badhkar.

## Proiecte asociate

### Cartoon Network HD+
Cartoon Network HD+ (numit și CN HD +) a fost lansat la 15 aprilie 2018 și este un canal fără reclame. Canalul a fost lansat în India și în cele din urmă a fost lansat pe operatorii populari din țările vecine. Canalul conține emisiuni de la Cartoon Network Studios și selectează conținut achiziționat. Multe originale ale Cartoon Network sunt afișate exclusiv pe acest canal și în cea mai mare parte indisponibile pe canalul SD. CN HD+ este disponibil în patru limbi. Programele care sunt difuzate anterior de canalul CN SD precum Aventurile fraților urși, Fetițele Powerpuff etc. sunt de asemenea disponibile în hindi, tamil și telegu. Programele noi, cum ar fi desenele animate Looney Tunes etc. sunt disponibile numai în limba engleză pe canal.

### Pogo TV
Articol principal: Pogo (canal TV)
Pogo TV a fost lansat la 1 ianuarie 2004. Împreună cu CN, a difuzat și emisiuni animate și live-action. Dar în zilele noastre, difuzează doar emisiuni originale de animație indiană.

### Toonami
Pe 26 februarie 2015, Turner India a lansat un nou canal bazat pe blocul de animație matur / anime Toonami. Canalul din iulie 2017 s-a reorganizat ca un canal de animație clasic înainte de a înceta complet operațiunile la sfârșitul lunii 15 mai 2018. 

### Cartoon Network Hindi
Articol principal: Cartoon Network Hindi
Cartoon Network Hindi este un canal de televiziune în hindi disponibil în Orientul Mijlociu și Africa de Nord, destinat expatriaților indieni din regiune. Lansat la 1 aprilie 2016, canalul este disponibil exclusiv pe platforma de televiziune prin satelit BeIN Network. 

### Cartoon Network Block
Zee TV a lansat un bloc de programare Cartoon Network pe 14 august 2002, înlocuind blocul de programare al lui Nickelodeon. Blocul a inclus programe precum Scooby-Doo, Masca: Seria animată, Fetițele Powerpuff, Laboratorul lui Dexter, Pinky and the Brain, Samurai Jack, Aventurile reale ale lui Jonny Quest, Flintstones, Familia Jetson, Tom și Jerry în copilărie, Superman: Seria animată, Captain Planet, Ed, Edd și Eddy, The Road Runner Show, Curaj,câinele cel fricos, Mielul la oraș, Mike, Lu & Og, Misterele lui Sylwester și Tweety și Batman: The Animated Series. A difuzat programe de două ori pe zi. La 8 iulie 2006, DD National a introdus un bloc Cartoon Network numit „Cartoon Network ki Duniya”, care difuza programe precum Nume de Cod: Clanul Nebunaticilor de Alături, M.A.D. (de la canalul suror Pogo) și Galli Galli Sim Sim.

### Oferte digitale și OTT
Pe 24 iunie 2016, Turner India a semnat un acord de distribuție cu aplicația OTT Voot de la Viacom 18. Prin această legătură strategică, Voot poate transmite în flux proprietățile lui Turner de la Cartoon Network și Pogo TV, cum ar fi Fetițele Powerpuff, Ben 10, Laboratorul lui Dexter, Roll No. 21, Samurai Jack, Johnny Bravo și M.A.D în secțiunea lor pentru copii. La 29 august 2017, Turner International India a semnat un acord cu Amazon Prime Video India. Prin intermediul acestei oferte, Amazon poate transmite emisiuni Cartoon Network precum Ben 10 (serial TV 2005), Ben 10: Alien Force, Ben 10: Ultimate Alien, Ben 10: Omniverse, Johnny Bravo, Fetițele Powerpuff, Kumbh Karan, Roll No 21 și Laboratorul lui Dexter în secțiunea Copii și familie.

### CN+
În 2014, Cartoon Network a colaborat cu Tata Sky pentru a lansa un serviciu activ numit CN +. Serviciul este disponibil în fiecare zi timp de aproximativ una până la două ore. Difuzează episoade selectate din programe de succes precum Ben 10 (și seriile conexe), Beyblade: Metal Fusion (și seriile înrudite), Emisiuni originale Cartoon Network precum Uimitoarea lume a lui Gumball, League of Super Evil, Tom și Jerry (și conexe serie), Ed, Edd și Eddy și filme de la Ben 10, Pokémon printre altele.